# فور كاتس
فور كاتس تكتب أحياناً 4 كاتس هي فرقة لبنانية غنائية مكونة من فتيات لبنانيات هن إلين أورفليان، وموريال غانم، كريستين عقل، رين أشقر. ضمت في أوقات سابقة مايا دياب ونيكول سابا.
تقدم الفرقة بين الحين والآخر إعادة لبعض الأغنيات القديمة بشكل جديد مثل يا عنتر. ومثل باقي الفرق الغنائية في العالم، فإن أعضاء الفرقة يتغيرن من حين لآخر. مؤسس الفرقة هو المغني والملحن اللبناني غسان الرحباني الذي كتب ولحن بعض أغنياتهن أو شاركهن الغناء فيها مثل أغنية الدنيا هيك عام 2005.

## بداية الفرقة 1998
جاءت فكرة تكوين فريق الفور كاتس للملحن والمغني اللبناني غسان الرحباني. الذي كون الفرقة بالمغنيات داليدا وزينة وشانتال ورولا. في عام 1998، أجرى غسان الرحباني مقابلة قال فيها أن 3 مغنيات لسن كافيات و5 رقم كبير ولكن 4 يعتبر جيد. وأسمى الفرقة بـ«فور كاتس». ثم صُورت الفرقة أغنية بعنوان «عشرة حدعش تناعش» (10، 11، 12) أدخلت في وقت لاحق إلى ألبوم الفرقة الأول «تيك-تيك». وبعد ذلك تركت رولا الفرقة بسبب مشاكل عائلية واستبدلت لاحقا بـ«نيكول سابا». بعد ذلك، واصلت الفرقة العمل على ألبومها الأول الذي صدر منتصف عام 1998. بعدها، صورت الفرقة ثاني أغنية مصورة لها بعنوان: «كان الزمان».

## الألبوم الثاني
أصدرت الفرقة ثاني ألبوماتها في صيف عام 2000. قبل أن يتم تغيير عضوة الفريق شانتال التي غادرت الفريق بسبب زواجها وتم استبدالها ببيرلا. بعد ذلك، أصدرت الفرقة أغنية بعنوان «ليل نهار» التي لحنها وكتبها غسان الرحباني. الأغنية تم تصويرها وكانت ضمن ألبوم بنفس الاسم. في شتاء عام 2000، صورت الفرقة أغنية «ما بقا عيدا» من كلمات وألحان غسان الرحباني.

## تغيير ثلاث مغنيات
كان يفترض أن يتم إصدار الألبوم الثالث للفرقة في 15 أكتوبر، 2001، ولكن بسبب ترك ثلاث عضوات للفرق هن «نيكول سابا وبيرلا وزينة» تم استبدالهن بثلاث عضوات جديدات هن «مايا دياب وناتالي بركات ونسرين زريق».

## الألبوم الثالث
أصدرت الفرقة أغنية مصورة عنوانها «طال انتظاري» في مطلع عام 2002 تبعها صدور ألبوم بنفس الاسم لكن من دون إعلانات. لم تنجح الفرقة خلال ذلك الوقت واختفت عن الساحة الفنية حتى صيف 2003. في ذلك الصيف، أصدرت الفرقة أغنية مصورة أخرى بعنوان «رح حبك على طول» مع وجود عضوة جديدة اسمها رنا تغني الجزء الخاص بالعضوة ناتالي. بعد فترة قصيرة تركت رنا الفرقة مع نسرين زريق وعادت بيرلا للفرقة مجددًا لكن لفترة قصيرة قبل أن تتركها هي الأخرى. ضمت الفرقة لاحقا عضوة جديدة هي غويس.

## الألبوم الرابع ومغنية جديدة
في بداية عام 2004، انضمت رايا شقيقة داليدا إلى الفرقة. وقعت الفرقة عقدا مع شركة روتانا للصوتيات والمرئيات وأصدرت أولى أغنياتها وأولى ألبوماتهما مع الشركة وكانت بعنوان «يا عنتر». بعدها تزوج غسان الرحباني بداليدا وتم دعوة أفراد الفرقة السابقين إلى حفل الزواج.

## الألبوم الخامس وتغيير مغنية
في نهاية عام 2004، أصدرت الفرقة أغنية «نحنا بنسرق» وأدخلت الأغنية في ألبوم الدنيا هيك الذي صدر في نوفمبر 2005. بعد إصدار الأغنية، تركت جويس الفرقة وتم استبدالها بإلين.

## الألبوم السادس
قبل إصدار الألبوم السادس، أعلن عن ولادة توأم للمغنية داليدا وزوجها غسان الرحباني. تم إصدار الألبوم السادس في 19 يونيو، 2007 بعنوان «ولعت كتير».

## العودة (2011- حتى الآن)
بعد غياب دام ثلاث سنوات، ظهر فريق فور كاتس مرة أخرى على الساحة الفنية عام 2011 عندما عرضت لهم أغنية مصورة كانت بعنوان «شوق الأيام» التي كتبها ولحنها مؤسس الفرقة غسان الرحباني. الأغنية من إخراج المخرج سام كيال وشهدت ظهور عضوات جدد بالفرقة هن: موريال غانم، ورين أشقر، وكريستين عقل كما ظهرت عضوة الفرقة التي انفصلت عنها سابقًا إلين أورفليان التي تعتبر الوحيدة الباقية من التشكيلة القديمة للفرقة. حيث التحقت بها عام 2005 بينما التحقت الجديدات موريال ورين وكريستين بها لاحقًا لكن على فترات. غابت عن الفرقة لأول مرة داليدا الرحباني زوجة غسان الرحباني.

## عضوات سابقات
بعد تركهن للفرقة، بدأت بعض المغنيات السابقات في مزوالة إنشطتهن الخاصة ومنهن:
- رولا بهنام: تحولت إلى مذيعة تلفزيونية عملت لفترة في قناة المستقبل اللبنانية وقدمت رولا عالهوا والرقم واحد، وقدمت برنامج «قسمة ونصيب» في المؤسسة اللبنانية للإرسال (إل بي سي).
- بيرلا شلالا: عملت مذيعة في قناة art الموسيقى وال بي سي
- زينة ليون: عملت سابقًا في تلفزيون المستقبل حيث قدمت برنامج السيارات اوتو موبيل.
- نيكول سابا: بعد انفصالها عن الفرقة بدأت في التمثيل والغناء.
- ناتالي بركات: عملت في روتانا موسيقى كمقدمة لبرنامج «شبيك لبيك».
- نسرين زريق: عملت لفترة في قناة روتانا موسيقى كمقدمة لبرنامج «شبيك لبيك»، ثم تنافست في مسابقة ملكة جمال لبنان 2004 وحققت المركز السادس. حاليا تغني بشكل منفرد.
- جويس أسمر: مقدمة في قناة روتانا موسيقى.
- رنا ترسيسي: عارضة تظهر في الأغنيات المصورة والإعلانات.
- مايا دياب: قررت الانفصال عن الفرقة في 2010 لكي تعمل بمفردها في المجال الفني.[3] حاليًا تقدم برنامج هيك منغني على قناة إم تي في اللبنانية وإم بي سي 4.[2][4]
- رايا شماعي: تركت الفرقة في 2010 بسبب استقرارها في كندا وتركها للبنان.[3]
- داليدا الرحباني: تركت الفرقة ولم تعد تظهر بسبب اعتنائها بأطفالها.[1]

## ألبومات
| سنة الإنتاج | الألبوم     | المرجع |
| ----------- | ----------- | ------ |
| 1998        | تيك تيك     | [ 2 ]  |
| 2000        | ليل نهار    | [ 2 ]  |
| 2002        | طال انتظاري | [ 2 ]  |
| 2004        | يا عنتر     | [ 2 ]  |
| 2005        | الدنيا هيك  | [ 2 ]  |
| 2007        | ولعت كتير   | [ 2 ]  |

## فيديو كليبات
| الأغنية        | المنتج                  | العام    |
| -------------- | ----------------------- | -------- |
| عشرة حدعش طنعش | ميوزيك بوكس انترناشونال | شادي حنا |
| يا ناسيني      | ميوزيك بوكس انترناشونال | شادي حنا |
| كان الزمان     | ميوزيك بوكس انترناشونال | شادي حنا |
| ليل نهار       | ميوزيك بوكس انترناشونال | شادي حنا |
| ما بقا عيدا    | ميوزيك بوكس انترناشونال | شادي حنا |
| طال انتظاري    | ميوزيك بوكس انترناشونال | شادي حنا |
| رح حبك على طول | ميوزيك بوكس انترناشونال | شادي حنا |
| يا عنتر        | روتانا                  | شادي حنا |
| ماشي التفنيص   | روتانا                  | شادي حنا |
| نحنا بنسرق     | روتانا                  | شادي حنا |
| ولعت كتير      | روتانا                  | شادي حنا |
| شوق الأيام     | ميلودي                  | سام كيال |

## السيرة السينمائية
بالإضافة لظهور الفرقة في إعلان لمشروب الطاقة بووم بووم (إلين ومايا وداليدا ورايا)، فقد ظهرت أيضًا في أفلام سينمائية ومسلسل واحد مجتمعة ومسلسل آخر كان من بطولة عضوة الفرقة مايا دياب دون مشاركة الأخريات.
| العام | الفيلم/المسلسل   | ملاحظات |
| ----- | ---------------- | --- |
| 2007  | أسد وأربع قطط    | بطولة هاني رمزي وكل أعضاء الفرقة "إلين ورايا ومايا دياب باستثناء داليدا التي كانت حامل والتي تم استبدالها بإليانا أبي ضاهر" |
| 2009  | مسلسل كلام نسوان | بطولة مايا دياب دون مشاركة باقي عضوات الفرقة                                                                                |
| 2010  | مسلسل الدنيا هيك | نسخة 2010. جميع أفراد الفرقة.                                                                                               |

## وصلات خارجية
- فور كاتس على موقع IMDb (الإنجليزية)
- فور كاتس على موقع ميوزك برينز (الإنجليزية)
- فور كاتس على موقع ديسكوغز (الإنجليزية)